# Calvin Bassey
Calvin Bassey (Aosta, Italia, 31 de diciembre de 1999) es un futbolista nigeriano que juega de defensa en el Fulham F. C. de la Premier League.

## Trayectoria

### Leicester City
Se unió al Leicester City F. C. a la edad de 15 años tras una exitosa prueba y progresó en las categorías inferiores del club, con apariciones regulares en los equipos sub-18 y sub-23.

### Rangers
El 6 de junio de 2020 firmó un precontrato con el Rangers F. C., y se incorporó oficialmente al club ese mismo verano. El 9 de agosto debutó como profesional en un partido de la Scottish Premiership contra el Saint Mirren F. C. como suplente en una victoria por 3-0.

### Ajax de Ámsterdam
El 20 de julio de 2022 fue fichado por el Ajax de Ámsterdam a cambio de 23 millones de euros. Disputó 39 partidos en los que anotó un gol y dio cinco asistencias.

### Fulham F. C.
El 28 de julio de 2023 fue traspasado al Fulham F. C. con el que firmó un contrato hasta 2027.

## Selección nacional
Nacido en Italia, era elegible para jugar con Italia, Nigeria o Inglaterra a nivel internacional.
En 2021 comprometió su futuro internacional con Nigeria cuando aceptó una convocatoria para su clasificación para la Copa Mundial de la FIFA 2022. Debutó con Nigeria en un partido de clasificación para la Copa Mundial de Fútbol de 2022 contra Ghana el 25 de marzo de 2022.

## Vida personal
Es el hermano del rapero inglés Y.CB, de nombre real Matthew Bassey, que hace música bajo el grupo UK drill 7th.

## Estadísticas

### Clubes
Actualizado al último partido disputado el 29 de marzo de 2025.
| Club                             | Div.          | Temporada     | Liga  | Liga  | Copas nacionales | Copas nacionales | Copas internacionales | Copas internacionales | Total | Total |
| Club                             | Div.          | Temporada     | Part. | Goles | Part.            | Goles            | Part.                 | Goles                 | Part. | Goles |
| -------------------------------- | ------------- | ------------- | ----- | ----- | ---------------- | ---------------- | --------------------- | --------------------- | ----- | ----- |
| Rangers F. C. Escocia            | 1.ª           | 2020-21       | 8     | 0     | 3                | 1                | 4                     | 0                     | 15    | 1     |
| Rangers F. C. Escocia            | 1.ª           | 2021-22       | 29    | 0     | 6                | 0                | 15                    | 0                     | 50    | 0     |
| Rangers F. C. Escocia            | Total club    | Total club    | 37    | 0     | 9                | 1                | 19                    | 0                     | 65    | 1     |
| Ajax de Ámsterdam · Países Bajos | 1.ª           | 2022-23       | 25    | 1     | 6                | 0                | 8                     | 0                     | 39    | 1     |
| Ajax de Ámsterdam · Países Bajos | Total club    | Total club    | 25    | 1     | 6                | 0                | 8                     | 0                     | 39    | 1     |
| Fulham F. C. Inglaterra          | 1.ª           | 2023-24       | 29    | 1     | 3                | 0                | —                     | —                     | 32    | 1     |
| Fulham F. C. Inglaterra          | 1.ª           | 2024-25       | 28    | 1     | 2                | 1                | —                     | —                     | 30    | 2     |
| Fulham F. C. Inglaterra          | Total club    | Total club    | 57    | 2     | 5                | 1                | 0                     | 0                     | 62    | 3     |
| Total carrera                    | Total carrera | Total carrera | 119   | 3     | 20               | 2                | 27                    | 0                     | 166   | 5     |

## Palmarés

### Títulos nacionales
| Título               | Club          | País    | Año     |
| -------------------- | ------------- | ------- | ------- |
| Scottish Premiership | Rangers F. C. | Escocia | 2020-21 |
| Copa de Escocia      | Rangers F. C. | Escocia | 2021-22 |

### Distinciones individuales
| Distinción                                          | Año     |
| --------------------------------------------------- | ------- |
| Equipo de la temporada de la Liga Europa de la UEFA | 2021-22 |